# Александр Линкольнский
Александр Линкольнский (умер в феврале 1148) — средневековый английский епископ Линкольна, член влиятельной в правительственном и церковном плане семьи. Он был племянником Роджера Солсберийского, епископа Солсбери и канцлера Англии при Генрихе I, также приходился родственником Найджелу, епископу Или. Получив образование в Лане, в начале 1120-х Александр служил архидьяконом в диоцезе дяди. В отличие от своих родственников, до назначения епископом Линкольна в 1123 году он не занимал правительственных должностей. Александр часто посещал двор Генриха I после получения сана епископа, нередко выступая свидетелем при подписании королевских документов; кроме того, он служил королевским судьёй в Линкольншире.
Хотя Александр был известен показным и роскошным образом жизни, он основал ряд монастырей в своей епархии и был активным строителем и покровителем литературы. Он также посещал церковные советы и реорганизовал свою епархию, увеличив число архидьяконов и установив пребенду для поддержки соборного духовенства. При преемнике Генриха Стефане семья Александра попала в немилость, и в 1139 году он был арестован вместе со своим дядей Роджером. Впоследствии он короткое время поддерживал соперницу Стефана Матильду, но к концу 1140-х снова оказался на стороне Стефана. Вторую половину 1140-х он большей частью провёл при папском дворе в Риме, но умер в Англии в начале 1148 года. Во время пребывания в сане епископа он начал перестройку центрального собора епархии, уничтоженного огнём. Александр был патроном средневековых хронистов Генриха Хантингдонского и Гальфрида Монмутского, а также покровителем отшельницы Кристины из Маркьята и Гильбера Семпрингхемского, основателя ордена гильбертинцев.

## Ранние годы

Упрощённая версия генеалогического древа Александра

Александр был племянником Роджера, епископа Солсбери, возможно, сыном брата Роджера Хамфри. Имя его матери, Ады, известно из поминальных книг Линкольнского собора. Брат Александра Давид был архидьяконом Бакингема в диоцезе Линкольна. Среди других его родственников — Найджел, ещё один племянник Роджера, и Аделелм, будущий казначей Англии, о котором сообщалось как о племяннике Роджера, но который, возможно, был его сыном. Возможно, хоть и не доказано, что Найджел на самом деле был родным, а не двоюродным братом Александра. Сын Роджера Роджер ле Поэ, позднее ставший канцлером Англии, также был двоюродным братом Александра. У кузена Александра Найджела был сын Ричард Фитцнил, который был казначеем Англии и епископом Лондона. У Александра также были племянник Уильям, который стал архидьяконом, и внучатый племянник по имени Роберт де Элверс.
Дата рождения Александра неизвестна. Вместе с кузеном Найджелом он получил образование в Лане при Ансельме Лаонском, время его возвращения в Англию также неизвестно. Историку Мартину Бретту кажется, что Александр, возможно, в начале своей карьеры служил королевским капелланом, хотя источников, подтверждающих это предположение, нет. К 1121 году Александр уже стал архидьяконом в диоцезе Солсбери под началом дяди. Ему приписывается составление во время службы на этой должности словаря древнеанглийских юридических терминов на англо-нормандском языке, озаглавленного Expositiones Vocabulorum. В отличие от своего кузена Найджела, Александр, видимо, не входил в королевский хозяйственный или административный аппарат до назначения епископом, и заверил только одну королевскую хартию до получения епископата в 1123 году.

## Епископство

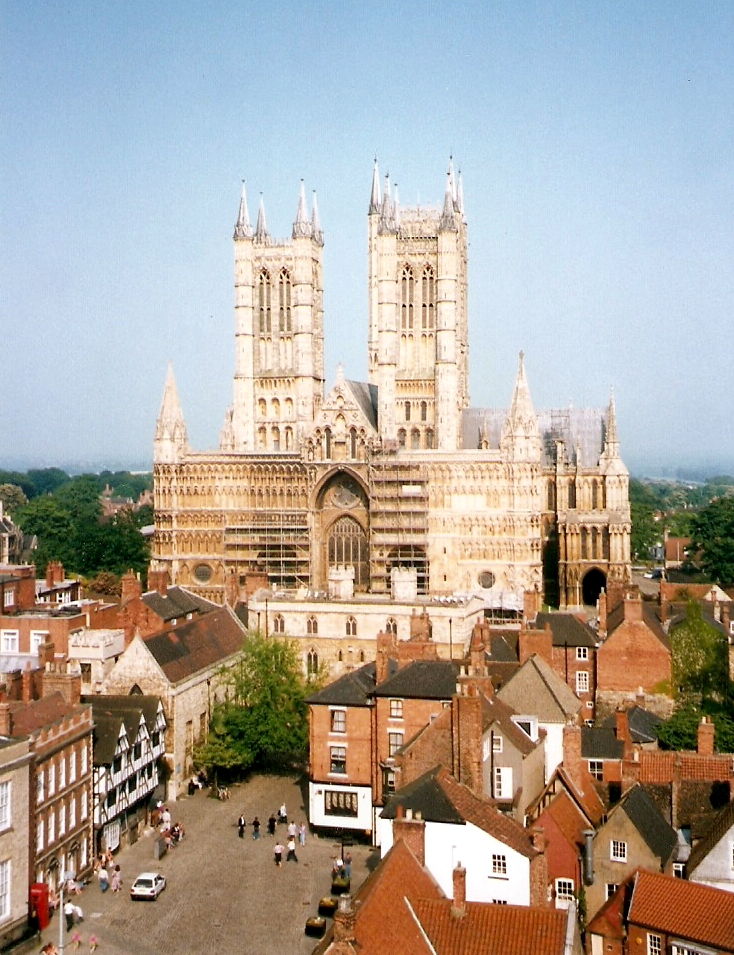
Линкольнский собор, строительство которого началось при Александре

Александр был назначен на престол Линкольна в апреле 1123 года и рукоположён в сан епископа 22 июля 1123 года; церемония прошла в Кентербери. Получением сана он был обязан влиянию дяди на Генриха I; питерборская версия «Англосаксонских хроник» замечает, что назначение Александра в епископы было сделано исключительно из любви к Роджеру.
В бытность епископом Александр закрепил присоединение аббатства Сент-Олбанс к своему диоцезу и основал ряд монастырей, включая монастырь Хаверхолм (гильбертинцы), Дорчестер-на-Темзе, Лут-Парк и Тем; Лут был одним из первых цистерцианских монастырей в Англии. За время епископства Александра в его диоцезе было основано 13 цистерцианских аббатств и семь женских монастырей. Александр сам освятил церковь в Марикате, использовавшуюся Кристиной из Маркьята и её монахинями, и именно он посвятил её в отшельники в аббатстве Сент-Олбанс. Александр также основал больницу для прокажённых в Ньюарке-он-Тренте.
Хотя Александр часто становился свидетелем для королевских хартий и документов, нет никаких свидетельств тому, что он занимал официальную позицию в правительстве до назначения епископом, в отличие от своих родственников Роджера и Найджела. Тем не менее, впоследствии Александр регулярно посещает двор. После 1123 года он часто заверяет королевские хартии и, возможно, отправляет правосудие от имени короля в Линкольншире и Линкольне. Он также управлял королевскими замками в Ньюарке, Слифорде и Банбери.
Вероятно, что Александр присутствовал на церковном совете 1125 года, собранном в Вестминстере папским легатом Джованни да Крема, и вскоре после этого сопроводил легата в путешествии обратно в Рим. В 1126 году он всё ещё оставался в Риме и мог помочь с получением папского подтверждения для своего дяди на владение несколькими аббатствами. Во время его епископства в его диоцезе появился восьмой архидьякон, в подчинении у которого оказалась часть Линдси. Александр также держал несколько клириков в своём личном хозяйстве, включая Гильберта Семпрингхемского, впоследствии основавшего орден гильбертинцев. При Александре также находились Ральф Губион, ставший аббатом в Сент-Олбансе, и итальянский исследователь Библии по имени Гвидо или Видо.
Александр руководил организацией пребенды в своём диоцезе для поддержки соборного духовенства; он ввёл по крайней мере одну новую пребенду и увеличил две других. Он также принял участие в церковных советах 1127 и 1129 годов, созванных архиепископом Кентерберийским Вильгельмом де Корбейлем. Позже, в 1133 и 1134 годах, между ним и архиепископом произошёл конфликт, точная причина которого не известна. В 1134 году они посетили Нормандию с просьбой к королю Генриху I разрешить их спор.

## Правление Стефана

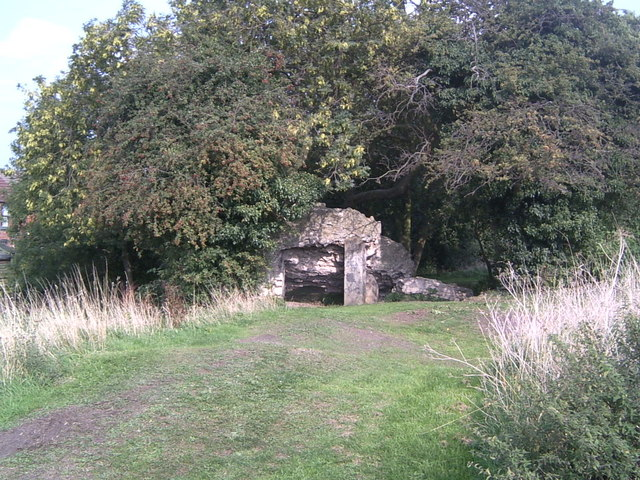
Всё, что осталось от Слифордского замка

После смерти Генриха в 1135 году возникло несколько претендентов на престол — племянники короля, братья Стефан и Тибо II, граф Шампани, а также старший законный ребёнок Генриха Матильда, обычно называемая императрицей Матильдой по первому браку с императором Священной Римской империи Генрихом V. Единственный законный сын короля Генриха Вильгельм погиб в 1120 году. Когда Матильда овдовела в 1125 году, она возвратилась к отцу, устроившему её второй брак с графом Анжу Жоффруа. Все магнаты Англии и Нормандии должны были присягнуть Матильде как наследнице Генриха I, но после его смерти в 1135 году Стефан поспешил в Англию и короновался, пока Тибо и Матильда не успели предпринять никаких действий. Нормандские бароны приняли Стефана как герцога Нормандии, а Тибо удовольствовался своими владениями во Франции. Матильда, однако, начала готовиться к борьбе: она заручилась поддержкой своего дяди по матери, шотландского короля Давида, а в 1138 году — своего сводного брата Роберта, графа Глостера, незаконного сына Генриха I.
В 1138 году на совете в Вестминстере архиепископом Кентерберийским был избран Теобальд. Средневековый хронист Гервазий Кентерберийский пишет, что на совете присутствовало 17 епископов, исходя из чего Александр должен был быть там. После неудачной экспедиции в Нормандию в 1137 году влияния дяди Александра Роджера Солсберийского при дворе короля Стефана ослабло, но король не стал предпринимать против его семьи действий, которые могли привести к их восстанию. В начале 1139 года Стефан, возможно, провозгласил Уильяма д’Обиньи графом Линкольном, что могло быть попыткой уменьшить влияние Александра в Линкольншире.
В июне 1139 года во время драки в Оксфорде между группой людей Роджера Солсберийского и несколькими представителями знати был убит рыцарь. Король приказал Роджеру явиться ко двору для объяснения обстоятельств происшествия и сдать свои замки, что Роджер сделать отказался. Это привело к аресту его самого и Александра; другому племяннику Роджера, Найджелу, удалось избежать пленения. Другое возможное объяснение аресту предлагается в Деяниях Стефана, современной событиям хроники, которая сообщает о страхе короля перед заговором Роджера и его племянников — те будто бы решили передать свои замки императрице Матильде. Также возможно, что Стефан пытался утвердить свои права на замки и показать свою власть над могущественными подданными В заключении Александр находился в Оксфорде; некоторые средневековые хронисты называют условия его содержания плохими.
Вслед за писавшим после 1154 года Генрихом Хантингдонским, который рассматривал действия Стефана как предательство церкви, за которое он был наказан богом, многие историки видят в аресте Александра переломный момент правления Стефана. По мнению историка конца XIX века Уильяма Стаббса, арест уничтожил королевскую администрацию, но современные историки предлагают различные объяснения последовавшим беспорядкам, не все из которых связаны с арестом епископа.
После ареста Роджера и Александра Найджел восстал против короля. Епископские замки отказались сдаваться Стефану, однако тот заявил, что если этого не будет сделано, он заморит Александра и Роджера до смерти. Слифорд и Ньюарк сдались и были переданы Роберту, графу Лестеру. Граф Роберт также захватил некоторые епископские владения Линкольна, которые были предметом спора между ним и Александром. Александр впоследствии отлучил графа Роберта от церкви, когда последний отказался вернуть ему ньюаркский замок, после чего успешно обратился к Папе Иннокентию II с просьбой помочь в возвращении собственности.
Брат Стефана Генрих Блуаский, епископ Винчестерский и один из главных сторонников короля, недавно был назначен папским легатом. Он выступил против ареста епископов и конфискации их имущества, так как это противоречило каноническому праву. Генрих созвал в Винчестере церковный собор для обсуждения проблемы, который завершился ничем, хотя обе стороны пригрозили друг другу отлучением и заявили, что обратятся за поддержкой к Риму и папству. Александр на соборе в Винчестере не присутствовал, в отличие от своего дяди. Судя по всему, он не стал мстить Стефану за арест, сотрудничая с королём в поздний период его правления.
В 1141 году Александр и жители Линкольна попросили Стефана приехать и вступиться за них перед Ранульфом де Жерноном, графом Честером, захватившим замок Линкольн. Стефан прибыл и осадил в замке жену и сводного брата Ранульфа, но сам граф сбежал и обратился за помощью к сводному брату и ведущему стороннику Матильды Роберту Глостеру. 2 февраля 1141 года, по прибытии Роберта в Линкольн, состоялась битва, во время которой войска Матильды взяли Стефана в плен. Александр присутствовал в Оксфорде в июле 1141 года, когда императрица Матильда собрала двор, пытаясь укрепить свою власть над Англией. Жители Лондона выступили против правления Матильды, когда она прибыла в их город, и оттеснили её силы; вскоре в плен попал Роберт Глостер. Эта перемена в положении императрицы привела к освобождению Стефана и его обмену на Роберта. Следующие несколько лет, до 1148 года, в Англии продолжалась гражданская война, период «Анархии», когда ни у Матильды, ни у Стефана не было контроля над страной.

## Покровительство

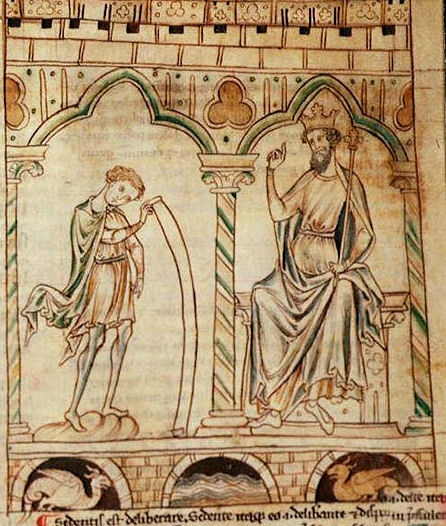
Страница из манускрипта XIII века «Пророчества Мерлина».

Александр поддерживал новый монашеский орден гильбертинцев Гильбера Семпрингхемского и также был известен как покровитель литераторов. Он заказал Гальфриду Монмутскому написание «Пророчеств Мерлина», которые Гальфрид посвятил ему. Александр покровительствовал средневековому хронисту Генриху Хантингдонскому; историческая работа последнего была написана по просьбе епископа.
Александр перестроил уничтоженный огнём Линкольнский собор. Он возвёл каменные своды крыши и начал строительство западной стороны собора, которое было окончено при его преемнике. Единственные значительные следы работы Александра с западной стороны — резные двери и фрир. Автор «Деяний Стефана» заявляет, что Александр сделал Линкольнский собор «прекраснее, чем ранее, и непревзойдённым во всём королевстве». Традиционно Александру приписывают создание крестильной купели собора из «мрамора из Турне». Более современные исследователи, однако, поставили под сомнение эту теорию и выдвинули предположение, что купель была высечена по приказу преемника Александра Роберта де Чесни.
Стефан даровал Александру землю, на которой стоит Дворец епископа в Линкольне, но неясно, началось ли строительство существующего здания при Александре или же его предшественнике. Самим Александром было заказано строительство трёх замков — в Ньюарке, Слифорде и, возможно, Банбери.
Прозвище Александра, «Великолепный», отражает его показной и роскошный образ жизни. Генрих Хантингдонский указывает, что оно существовало уже при жизни Александра. Образ жизни Александра был осуждён Бернардом Клервоским. Возможно, он был ответственен за образование незаконнорождённого сына короля Генриха, так как некоторый Уильям, названный сыном короля, был свидетелем при подписании двух хартий Александра. Он также способствовал карьере своих родственников, назначив одного из них, Аделема, главой соборного капитула в Линкольне. Другой его приближённый, Ральф Губион, впоследствии стал аббатом Сент-Олбанса.
Средневековый хронист Вильям Ньюбургский пишет, что Александр основал несколько монастырей, «чтобы замять одиозность» строительства замков. Александр сам утверждал, что основал Лут во искупление своих грехов и во спасение короля Генриха I, своего дяди Роджера и своих родителей. Александр также сыграл роль в основании ещё одного аббатства около 1143 года, приняв новый монастырь под свою защиту.

## Смерть
Александр провёл большую часть 1145 и 1146 года при папском дворе в Риме, но также был и в Англии как один из свидетелей при заключении мирного соглашения между графами Честером и Лестером. Он возвратился к папскому двору, тогда находившемуся в Осере, в 1147 году, но ко времени своей смерти в следующем году уже находился в Англии. Генрих Хантингоднский пишет, что Александр заболел во время путешествия. Он умер в феврале 1148 года, возможно, 20-го числа, так как в этот день почиталась его память в линкольнском соборе; похоронен он был в Линкольне 25 февраля 1148 года. Местонахождение захоронения неизвестно, но, по документам XII века, Александр оставил собору некоторое количество книг, в основном работы, связанные с Библией.

## Комментарии
1. ↑  Некоторые утверждают, что Александр и Найджел на самом деле были сыновьями Роджера, но маловероятно, что Александр был его сыном, так как он упоминает своих отца и мать и дядю Роджера в хартии, данной Александром при основании одного монастыря в Линкольншире[3].
2. ↑  У Генриха I было более 20 незаконных детей[20].
3. ↑  В то время в Англии было всего 17 диоцезов[23].
4. ↑  Неясно, были ли он когда-либо графом Линкольном в действительности, так как к 1141 году его называют графом Сассексом[24].